# Jubilejní medaile k 25. výročí nezávislosti Ukrajiny
Jubilejní medaile k 25. výročí nezávislosti Ukrajiny (ukrajinsky ювілейна медаль «25 років незалежності України») je vyznamenání prezidenta Ukrajiny založené roku 2016. 

## Historie
Medaile byla zřízena dekretem prezidenta Ukrajiny Petra Porošenka dne 17. února 2016. Přijatý dekret uložil Komisi pro státní vyznamenání a heraldiku uspořádat celostátní soutěž o návrh vzhledu medaile. Dne 29. dubna 2016 byly dekretem prezidenta Ukrajiny schváleny stanovy medaile i její vzhled.
V roce 2016 bylo vyrobeno tři tisíce těchto medailí.

## Pravidla udílení
Medaile byla udílena občanům za vynikající osobní služby při formování nezávislé Ukrajiny, prosazování její suverenity a posilování její mezinárodní autority. Udílena byla také za významný přínos pro budování státu, sociálněekonomický, kulturní a vzdělávací rozvoj, za aktivní sociální a politickou aktivitu a za svědomitou a bezvadnou službu ukrajinskému lidu. Udělena mohla být občanům Ukrajiny, cizincům i lidem bez státní příslušnosti. Není možné medaili udělit posmrtně.
Medaile se nosí nalevo na hrudi. V přítomnosti dalších ukrajinských vyznamenání se nosí za Medailí k 20. výročí nezávislosti Ukrajiny.

## Popis medaile
Medaile pravidelného kulatého tvaru o průměru 35 mm je vyrobena ze žlutého kovu. Na přední straně je vpravo portrét dívky, která má na hlavě národní ukrajinský věnec se stužkami. Vlevo je znak Ukrajiny a pod ním dva letopočty 1991 a 2016. Na zadní straně je stylizovaný obraz vycházejícího slunce. Uprostřed medaile je nápis 25 РОКІВ НЕЗАЛЕЖНОСТІ УКРАЇНИ. Okraj medaile je vystouplý. Ke stuze je medaile připojena pomocí kroužku.
Stuha z hedvábného moaré sestává zleva z prhu modré barvy širokého 4,5 mm, žlutého pruhu širokého 7 mm, modrého proužku širokého 4,5 mm, žlutého proužku širokého 3 mm, modrého proužku širokého 4,5 mm, žlutého pruhu širokého 7 mm a modrého proužku širokého 4,5 mm.